# St. Francis (Maine)
St. Francis város az USA Maine államában, Aroostook megyében. Lakosainak száma 438 fő (2020. április 1.).

## Népesség
A település népességének változása:

| 2010 | 485 |
| 2020 | 438 |